# Steneatîn, Sokal
Steneatîn (în ucraineană Стенятин) este localitatea de reședință a comunei Steneatîn din raionul Sokal, regiunea Liov, Ucraina.

## Demografie
Componența lingvistică a localității Steneatîn
     Ucraineană (99,79%)
     Alte limbi (0,21%)
Conform recensământului din 2001, majoritatea populației localității Steneatîn era vorbitoare de ucraineană (99,79%), existând în minoritate și vorbitori de alte limbi.